# Adam Stadnik
Adam Tadeusz Stadnik (ur. 29 października 1945 w Sufczynie) – polski rolnik i polityk, poseł na Sejm PRL IX kadencji.

## Życiorys
Posiada tytuł magistra inżyniera rolnictwa (w 1970 ukończył Wyższą Szkołę Rolniczą w Szczecinie). Od lat 70. zatrudniony w państwowym gospodarstwie rolnym na Pomorzu Zachodnim. W 1976 wstąpił do Zjednoczonego Stronnictwa Ludowego, w którym był prezesem Gminnego Komitetu w Tychowie oraz członkiem Wojewódzkich Komitetów w Pile i Koszalinie. Zasiadał też w Radzie Gminnej Patriotycznego Ruchu Odrodzenia Narodowego. W latach 1985–1989 pełnił mandat posła na Sejm PRL IX kadencji w okręgu Koszalin z ramienia ZSL, zasiadając w Komisji Budownictwa, Gospodarki Przestrzennej, Komunalnej i Mieszkaniowej oraz w Komisji Rolnictwa, Leśnictwa i Gospodarki Żywnościowej. W 1989 bez powodzenia ubiegał się o mandat senatorski w okręgu koszalińskim.
Otrzymał Brązowy (1977) i Srebrny (1978) Krzyż Zasługi oraz Medal 40-lecia Polski Ludowej (1984).